# Dal sabato al lunedì
Dal sabato al lunedì è un film del 1962 diretto da Guido Guerrasio.

## Trama
Le disavventure di Enrico e Sandro: due diciottenni alla ricerca della loro 'prima volta'.